# Iselin Solheim
Iselin Løken Solheim (ur. 20 czerwca 1990 w Naustdal) – norweska wokalistka.

## Życiorys
Iselin Solheim urodziła się w norweskim mieście Naustdal. Zaczęła śpiewać w młodym wieku. W 2009 roku, po ukończeniu szkoły średniej, Solheim uczęszczała do Skiringssal folkehøyskole, gdzie uczyła się muzyki i później zaczęła pisać teksty. W 2010 roku uczęszczała do The Institute for Performing Arts w Liverpoolu, gdzie studiowała popularyzację muzyki i technologię dźwięku.
Zaśpiewała w utworach takich jak „Faded” i „Sing Me to Sleep” Alana Walkera.

## Dyskografia

### Single

#### Jako główny artysta
| Rok  | Tytuł              |
| ---- | ------------------ |
| 2012 | „What’s Happening” |
| 2013 | „The Wizard of Us” |
| 2013 | „Oracle”           |
| 2015 | „Giants”           |
| 2016 | „Listen”           |

#### Z gościnnym udziałem
| Rok  | Tytuł               | Album         |
| ---- | ------------------- | ------------- |
| 2013 | „Usynlig” (Cir.Cuz) | Vi Er Cir.Cuz |

### Pozostałe utwory
| Rok  | Tytuł          |
| ---- | -------------- |
| 2010 | „Coloured Sky” |

### Współpraca muzyczna
| Rok  | Tytuł              | Artysta     | Rola  |
| ---- | ------------------ | ----------- | ----- |
| 2015 | „Faded”            | Alan Walker | Wokal |
| 2016 | „Sing Me to Sleep” | Alan Walker | Wokal |

## Życie prywatne
Iselin Solheim mieszka w Oslo.